# Висячий мост Конуи
Висячий мост Конуи (англ. Conwy Suspension Bridge, валл. Pont Grog Conwy) — пешеходный мост в графстве Конуи (Уэльс, Великобритания) через реку Конуи, находится на попечении Национального фонда исторических и природных достопримечательностей (англ. National Trust for Places of Historic Interest or Natural Beauty). Первоначально мост входил в состав шоссе A5, но в настоящее время последнее проходит параллельным автомобильным мостом, а висячий мост является пешеходным.

## История
Строительство моста началось в 1822 году (как часть дороги A5, необходимой для доставки так называемой «Ирландской почты») по проекту Томаса Телфорда. Являясь уменьшенной копией моста через Менай, мост Конуи должен был заменить паромные переправы и снизить грузовой и пассажирский поток. Так как мост практически упирался во внешнюю стену замка Конуи (сейчас входит в состав всемирного наследия), Телфорд принял решение сделать башни поддержки моста стилизованными в соответствии с башнями замка.
Мост был завершён и введён в эксплуатацию в 1826 году и на протяжении нескольких лет являлся единственным средством переправы в этом районе, пока в 1849 году не был построен Железнодорожный мост через Конуи, спроектированный Робертом Стефенсоном и пропускающий через себя Северо-Уэльскую прибрежную железную дорогу. Тем не менее, висячий мост через Конуи использовался до 1950 года.
Сейчас висячий мост через Конуи не является основным маршрутом через реку: по туннелю под водой проходит автострада A55, а параллельно мостам Телфорда и Стефенсона проходит двухполосный автомобильный мост, пропускающий через себя шоссе A5.

## Галерея

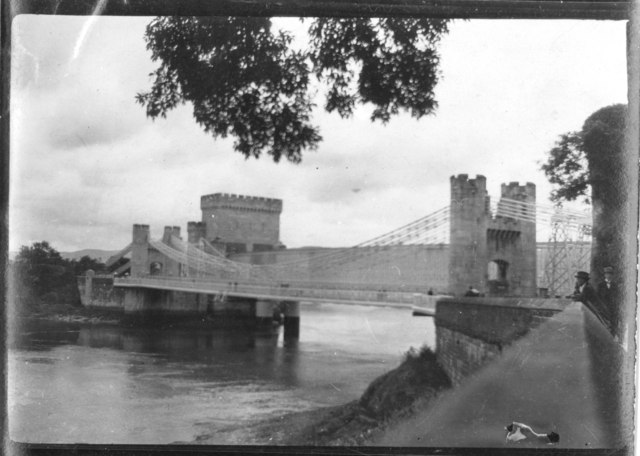
Висячий мост через Конуи, 1948 год.
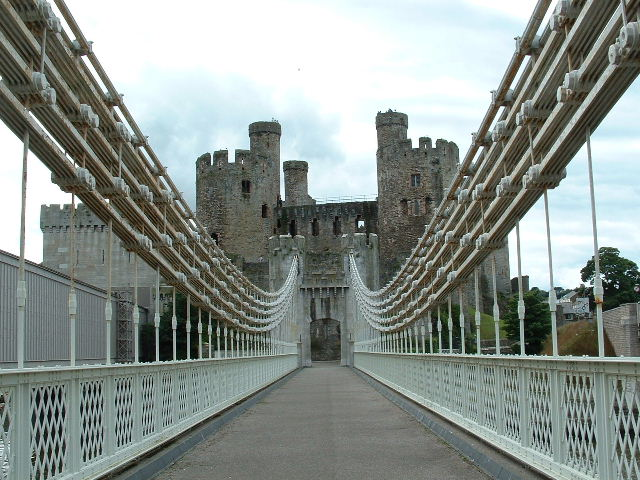
Вид на замок Конуи, 2005 год.
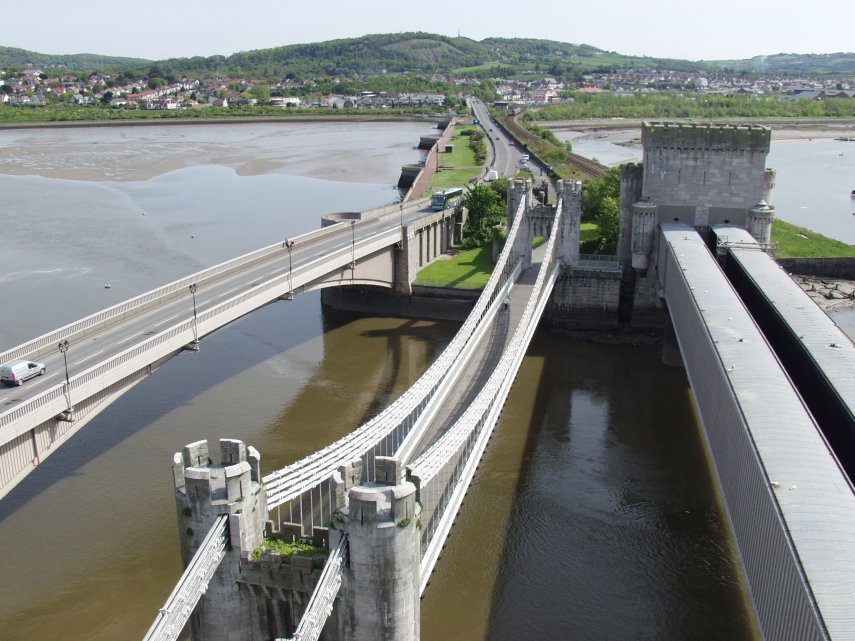
Три моста через Конуи, 2008 год.